# Еван Фурније
Еван Меди Фурније (фр. Evan Mehdi Fournier; Сен Морис, 29. октобар 1992) француски је кошаркаш. Игра на позицијама бека и крила, а тренутно наступа за Олимпијакос.

## Успеси

### Репрезентативни
- Европско првенство до 18 година: 
  -  2009.
- Европско првенство до 20 година: 
  -  2011.
- Светско првенство: 
  -  2014, 2019.
- Европско првенство: 
  -  2022.
  -  2015.
- Олимпијске игре: 
  -  2020, 2024.

### Појединачни
- Идеални тим Светског првенства (1): 2019.
- Идеални тим Евролиге — друга постава (1): 2024/25.